# Уорнер, Йоунас
Йо́унас Джо́натанссон Уо́рнер (фар.  Jónas Jónatansson Warner; род. 10 мая 2002 года в Сандуре, Фарерские острова) — фарерский футболист, игрок клуба «Б71».

## Клубная карьера
Йоунас является воспитанником академий клубов «Б71» и «Б36». Он начинал карьеру как полузащитник. В составе «Б36» состоялся его дебют во взрослом футболе: 30 мая 2018 года 16-летний игрок заменил Каймара Саага на 87-й минуте матча полуфинала Кубка Фарерских островов против клуба «ТБ/ФКС/Ройн». Эта встреча оказалась единственной для Йоунаса в первой команде «Б36», в дальнейшем он выступал исключительно за второй состав «чёрно-белых». В 2020 году состоялось возвращение Йоунаса в «Б71». Под руководством главного тренера Ричарда Гоффа он освоил игру в нападении и в итоге забил 27 голов за 3 сезона.
23 декабря 2022 года было объявлено о переходе Йоунаса в тофтирский «Б68», с которым игрок заключил контракт на 2 сезона. Он дебютировал за новый клуб 3 марта 2023 года, отыграв 68 минут в матче фарерской премьер-лиги против «ХБ».

## Международная карьера
В 2016—2019 годах Йоунас представлял Фарерские острова на юношеском уровне, приняв участие в общей сложности в 16 играх. 12 ноября 2021 года он провёл свой единственный матч за молодёжную сборную Фарерских островов, заменив Магнуса Якобсена на 59-й минуты встречи с сербами.

## Достижения
«Б36»
- Обладатель Кубка Фарерских островов (1): 2018

## Личная жизнь
Отец Йоунаса, Джонатан — англичанин. Он играл в футбол в низших лигах родной страны, а после переезда на Фарерские острова сыграл 1 матч за второй состав «Б71». Джонатан работает на заводе по переработке рыбы в Сандуре. Благодаря происхождению отца Йоунас имеет право выступать за национальную сборную Англии.